# Márton Fülöp
Márton Fülöp (Budapest, Hongria, 3 de maig de 1983- ibídem, 12 de novembre de 2015) va ser un futbolista hongarès que jugava com porter havent guanyat la Football League Championship amb el Sunderland AFC anglès el 2007. El seu últim club va ser l'Asteras Tripolis de Grècia. Va ser internacional amb la Selecció de futbol d'Hongria, ha jugat 24 partits internacionals.
Després del seu pas pel futbol hongarès, Fulop va fitxar pel Tottenham, equip en el qual no va arribar a jugar en lliga i el va cedir a tres equips diferents: Chesterfield, Coventry City Sunderland. Posteriorment va fitxar en propietat pel Sunderland en el qual també va ser cedit en tres ocasions: Leicester City, Stoke City, Manchester City. El 2010 va fitxar en propietat per l'Ipswich Town de la Football League Championship.
El 2013 va haver de retirar-se del futbol per un tumor maligne en el braç. A pesar que li va ser extirpat, el càncer es va estendre a altres parts del seu cos i va morir el 12 de novembre de 2015, a 32 anys.

## Clubs
| Club                 | País       | BKV Előre SC | Hongria | 2002-2003 |
| Bodajk               | Hongria    | 2003-2004    |         |           |
| Tottenham Hotspur FC | Anglaterra | 2004-2005    |         |           |
| Chesterfield         | Anglaterra | 2005         |         |           |
| Coventry City        | Anglaterra | 2005-2006    |         |           |
| Sunderland           | Anglaterra | 2006-2007    |         |           |
| Leicester City       | Anglaterra | 2007         |         |           |
| Sunderland AFC       | Anglaterra | 2008-2010    |         |           |
| Manchester City      | Anglaterra | 2010         |         |           |
| Ipswich Town         | Anglaterra | 2010-2011    |         |           |
| West Bromwich Albion | Anglaterra | 2011-2012    |         |           |
| Asteras Tripolis     | Grècia     | 2012-2013    |         |           |